# Късна лойдия
Късната лойдия (Gagea serotina) е арктико-алпийско цвете от семейство Кремови. В различни страни е познато като сноудонска лилия или алпийска лилия.
Разпространено е в планинските области на Северна Америка. В Европа се среща в Алпите, Карпатите и Британските острови. Разпространена е също и в Централна Азия.
В България се среща в Рила над 1800 m н. в., Средна Стара планина и Витоша.

## Описание
Многогодишно тревисто луковично растение със стъбло, високо от 5 до 15 cm, и голи листа, широки 1 – 2 mm. През по-голямата част от годината растението има тревист вид, смесено с други растения. Цъфти от юни. Цветовете са единични, връхно разположени, бели с розови или зеленикави линии надлъжно на цветолистчетата.
Защитен вид в България и други страни.